# 席文光
席文光（1895年—1964年），男，四川新繁人，中国银行家，曾任上海市工商业联合会副主任委员，第二、三、四届全国政协委员。